# Willian Rocha
Willian Rocha (født 1. april 1989) er en brasiliansk fodboldspiller, som spiller for den japanske fodboldklub Nagoya Grampus.